# Emoia slevini
Emoia slevini es una especie de lagarto escincomorfo del género Emoia, familia Scincidae. Fue descrita científicamente por Brown & Falanruw en 1972.
Habita en las islas Marianas. El hábitat natural preferido de E. slevini es el bosque, en altitudes desde el nivel del mar de hasta 400 metros (1300 pies).